# Pygmaeascincus koshlandae
Pygmaeascincus koshlandae — вид сцинкоподібних ящірок родини сцинкових (Scincidae). Ендемік Австралії.

## Поширення і екологія
Pygmaeascincus koshlandae мешкають на сході півострова Кейп-Йорк в штаті Квінсленд. Вони живуть в сухих рівнинних тропічних лісах, серед опалого листя.